# Mętny wskaźnik
Mętny wskaźnik – wykorzystywany w programowaniu wskaźnik o specjalnym zastosowaniu, przypisany do obszaru danych, których definicja może ulec zmianie. Metoda taka polega na zastosowaniu deklaracji obszaru danych oraz wskaźnika do nich, bez jej szczegółowej specyfikacji w pliku nagłówkowym. Definicja tego obszaru pozostaje ukryta w innym pliku. W przypadku zmian definicji nie jest wymagana powtórna kompilacja pliku nagłówkowego, co może być pomocne w przypadku początkowych faz rozbudowanych projektów informatycznych. Jest to jedna z technik programowania polegająca na ukrywaniu implementacji, znana również pod nazwami: kot z Cheshire (Cheshire cat), metoda klas-uchwytów (handle classes), czy Compiler Firewall Idiom.